# Enrico Carfagnini
Enrico Carfagnini (Scanno, 23 marzo 1823 – Aversa, 12 febbraio 1904) è stato un arcivescovo cattolico italiano.

## Biografia

### Sacerdote e missionario
Enrico Carfagnini nacque a Scanno, nella diocesi di Sulmona-Valva, figlio di Liborio e Ascenza Ciancarelli, il 23 marzo 1823. A sette anni rimase orfano di madre e dopo aver superato l'opposizione del padre, indossò l'abito dei frati minori francescani. A diciannove anni perse anche il padre; intraprese gli studi teologici, filosofici e religiosi sotto la guida di un padre francescano e frequentò il collegio francescano annesso alla chiesa di Sant'Isidoro a Capo le Case a Roma.
Fu ordinato presbitero il 19 novembre 1846 dal vescovo di Valva e Sulmona Mario Giuseppe Mirone. Dopo l'ordinazione sacerdotale, insegnò filosofia e teologia a Raiano, a Penne e poi dal 1954 a Roma presso il Collegio di sant'Isidoro degli Irlandesi. Durante quel periodo, conobbe il vescovo John Thomas Mullock, il quale lo inviò a Terranova per essere insegnante e rettore del Saint Bonaventure's College, giungendovi poi nel 1856 dove fu accolto dal vescovo di Harbour Grace John Dalton. In pochi anni si dimostrò una persona con molte capacità intellettive e morali e fu grazie al suo operato che riuscì a far erigere una grande chiesa a croce latina nella sua diocesi; tuttavia le difficoltà non furono poche in quanto il presbitero non conosceva ancora l'inglese e dovette provvedere autonomamente; percorse moltissimi chilometri per evangelizzare e diffondere la parola di Dio. Nel 1869 la cattedrale da lui voluta fu ufficialmente completata, ma nello stesso anno morì il vescovo Dalton; questo lo spinse a far ritorno in Italia. Al suo rientro, papa Pio IX lo nominò vescovo di Harbour Grace. Ritornò quindi in America e fu consacrato dal cardinale Paul Cullen.

### Vescovo di Gallipoli e arcivescovo di Cio
Nel concistoro del 1880 papa Leone XIII lo nominò pastore della diocesi gallipolina; fu costretto così ad abbandonare la diocesi americana. Nel 1898 fu promosso arcivescovo titolare di Cio; mantenne la carica di amministratore della diocesi salentina fino alla nomina del nuovo vescovo Gaetano Muller.

## Genealogia episcopale
La genealogia episcopale è:
- Cardinale Scipione Rebiba
- Cardinale Giulio Antonio Santori
- Cardinale Girolamo Bernerio, O.P.
- Arcivescovo Galeazzo Sanvitale
- Cardinale Ludovico Ludovisi
- Cardinale Luigi Caetani
- Cardinale Ulderico Carpegna
- Cardinale Paluzzo Paluzzi Altieri degli Albertoni
- Papa Benedetto XIII
- Papa Benedetto XIV
- Papa Clemente XIII
- Cardinale Giovanni Carlo Boschi
- Cardinale Bartolomeo Pacca
- Papa Gregorio XVI
- Cardinale Castruccio Castracane degli Antelminelli
- Cardinale Paul Cullen
- Arcivescovo Enrico Carfagnini, O.F.M.